# Лаудон (Њу Хемпшир)
Лаудон (енгл. Loudon) насељено је место без административног статуса у америчкој савезној држави Њу Хемпшир.

## Демографија
По попису из 2010. године број становника је 559.
| Група             | 2000.    | 2010.       |
| Белци             | 0 (0,0%) | 542 (97,0%) |
| Афроамериканци    | 0 (0,0%) | 1 (0,2%)    |
| Азијати           | 0 (0,0%) | 3 (0,5%)    |
| Хиспаноамериканци | 0 (0,0%) | 5 (0,9%)    |
| Укупно            | 0        | 559         |